# Haakon I da Noruega
Haquino I ou Haakon, também conhecido como Haakon, o Bom  (em nórdico antigo: Hákon Aðalsteinsfóstri, em norueguês: Håkon Adalsteinsfostre), nascido em cerca de 920 e falecido em 961, foi o terceiro rei da Noruega e o filho mais jovem de Haroldo Cabelo Belo e de Tora Mosterstong.
Haakon era protegido pelo rei Etelstano de Inglaterra, como parte de um acordo de paz feito pelo seu pai. O rei inglês o converteu ao cristianismo e, assim que a notícia da morte de seu pai chegou, forneceu a Haakon homens e navios para uma expedição contra o seu irmão Érico Machado Sangrento, que havia sido proclamado rei. 
Na sua chegada à Noruega, Haakon ganhou o apoio dos proprietários de terras e prometeu dar-lhes direitos sobre as taxas, impostas pelo seu pai. Érico I fugiu e, em seguida, concentrou suas forças nas Ilhas Britânicas, onde viria a encontrar um fim violento. 
Os filhos de seu irmão se aliaram com os dinamarqueses, mas Haakon viria a derrotá-los, tendo sido bem sucedido em tudo o que fez, com a exceção da sua tentativa de introduzir o Cristianismo, que criou uma oposição muito forte, que ele não tinha como enfrentar. Foi ferido mortalmente na Batalha de Fitjar em 961, após a vitória final sobre os filhos de Érico. 
Haroldo II, o terceiro filho de Érico I, o sucedeu no trono norueguês.